# HMS King Edward VII
Le HMS King Edward VII est un cuirassé pré-Dreadnought de classe King Edward VII de la Royal Navy.

## Histoire
Lors de la pose de la quille du King Edward VII à Devonport le 8 mars 1902, la première plaque est posée par le roi Édouard VII, qui, avec son épouse la reine Alexandra, vient d'assister à la cérémonie de baptême et de lancement du HMS Queen. Le navire est lancé par son homonyme le 23 juillet 1903 et achevé en février 1905. Édouard VII consent à ce que le navire porte son nom à la condition qu'il serve toujours de vaisseau amiral. La Royal Navy honorera ce souhait tout au long de sa carrière. Le King Edward VII est commissionné le 7 février à Devonport pour servir en tant que navire amiral, commandant en chef de l'Atlantic Fleet. Il subit une refonte en 1906 et 1907, au cours de laquelle ses canons de 12 livres de superstructure sont temporairement déplacés au sommet de ses tourelles de batterie principale. Son service au sein de l'Atlantic Fleet prend fin lorsqu'il sort du chantier naval de Portsmouth le 4 mars 1907.
Le lendemain, le King Edward VII est remis en service comme navire amiral de la Channel Fleet. Il subit un autre carénage à Portsmouth en 1907 et 1908. Au cours de ce carénage, les canons de 12 livres retournent à leurs emplacements d'origine, et les canons de 3 livres sur son pont sont retirés. Dans le cadre d'une réorganisation de la flotte le 24 mars 1909, le Channel Fleet devient la 2e division de la Home Fleet. En conséquence, le King Edward VII est remis en service comme navire amiral de la Home Fleet le 27 mars. Il subit un carénage à Portsmouth de décembre 1909 à février 1910. Il est remis en service à Portsmouth le 1er août 1911 en tant que navire amiral des troisième et quatrième divisions de la Home Fleet.
Dans le cadre d'une réorganisation de la flotte en mai 1912, le King Edward VII et ses sept sister-ships (Africa, Britannia, Commonwealth, Dominion, Hibernia, Hindustan et Zealandia) sont affectés pour former la 3e escadre de bataille (en). L'escadre est détachée en Méditerranée en novembre en raison de la première guerre balkanique ; il arrive à Malte le 27 novembre 1912 et participe à un blocus par une force internationale du Monténégro et à une occupation de Scutari. L'escadre retourne au Royaume-Uni en 1913.
Au déclenchement de la Première Guerre mondiale en août 1914, la 3e escadre de bataille, alors sous le commandement du vice-amiral Edward Eden Bradford, est affectée à la Grand Fleet et basée à Rosyth, soutenue par cinq cuirassés de la classe Duncan. Elle accompagne les croiseurs de la Grand Fleet dans la Northern Patrol. Le 6 août, au lendemain de la déclaration de guerre de la Grande-Bretagne à l'Allemagne, des éléments de la Grand Fleet sortent pour inspecter la côte norvégienne à la recherche d'une base navale allemande violant la neutralité norvégienne. La 3e escadre soutient à distance l'opération. Aucune base de ce type n'est trouvée et les navires retournent au port le lendemain. Le 14 août, les navires de la Grande Fleet font des exercices de combat avant d'effectuer une patrouille dans la mer du Nord plus tard dans la journée et jusqu'au 15 août. Pendant les ratissages de la flotte, lui et ses sister-ships sont souvent à la tête des divisions des cuirassés, où ils peuvent protéger les cuirassés en surveillant les mines ou en étant les premiers à frapper. Fin août, le King Edward VII signale que deux de ses quatre canons de 12 pouces ont des fissures dans les chambres à air, nécessitant un remplacement. Il quitte donc Scapa Flow pour Devonport pour faire remplacer les canons, Bradford déplaçant temporairement son pavillon sur le Dominion. Le King Edward VII retourne dans la flotte le 2 septembre, date à laquelle le Dominion part pour faire remplacer ses canons. Le 2 novembre 1914, l'escadre est détachée pour renforcer la Channel Fleet et est rebasée à Portland. Elle revient au sein de la Grand Fleet le 13 novembre 1914.
Le 14 décembre, la 1re escadre de croiseurs de bataille, la 2e escadre de bataille et les croiseurs et destroyers qui les accompagnent quittent le port pour intercepter les forces allemandes se préparant à faire un raid sur Scarborough, Hartlepool et Whitby. Aux premiers rapports de contact avec les unités allemandes dans la matinée du 16 décembre, le commandant de la Grand Fleet, l'amiral John Jellicoe, ordonne à Bradford de diriger la 1re escadre pour soutenir les navires en contact à 10 h. Quatre heures plus tard, ils rencontrent les 1er et 4e escadres de bataille, en route depuis Scapa Flow, mais ils ne parviennent pas à atteindre la flotte allemande avant que celle-ci ne se retire. La Grand Fleet reste en mer jusqu'à la fin du 17 décembre, date à laquelle la 3e escadre de bataille a l'ordre de retourner à Rosyth. L'escadre rejoint la Grand Fleet pour un autre balayage dans la mer du Nord le 25 décembre. La flotte retourne à ses ports deux jours plus tard, n'ayant pu localiser aucun navire allemand.
La 3e escadre de bataille prend la mer le 12 janvier 1915 pour un entraînement au tir, naviguant vers le nord et passant à l'ouest des Orcades dans la nuit du 13 au 14 janvier. Après avoir terminé leur entraînement le 14, elle retourne à Rosyth le 15 janvier. Le 23 janvier, les 1re et 2e escadres de croiseurs de bataille sortent pour tendre une embuscade au I. Aufklärungsgruppe, entraînant la bataille du Dogger Bank le lendemain. Plus tard le 23, le reste de la Grand Fleet sort pour soutenir les croiseurs de bataille. Les navires de la 3e escadre partent les premiers et naviguent à toute vitesse pour atteindre les navires de la Force de Harwich, qui ont signalé un contact avec des navires allemands. Les croiseurs de bataille interviennent en premier, et les navires de la classe King Edward VII arrivent vers 14 h, heure à laquelle les croiseurs de bataille ont coulé le croiseur cuirassé Blücher et les navires allemands survivants avaient pris la fuite. La 3e escadre de bataille patrouille la zone avec le reste de la Grand Fleet pendant la nuit avant d'être détachée à 8 h le 25 janvier pour se rendre à Rosyth.
Des éléments de la Grand Fleet prennent la mer à plusieurs reprises au cours des prochains mois. La 3e escadre de bataille patrouille le centre de la mer du Nord en compagnie de la 3e escadre de croiseurs du 10 au 13 mars. Les deux unités repartent en mer pour balayer le centre de la mer du Nord du 5 au 8 avril. Une opération de flotte majeure suit le 11 avril, avec la sortie de l'ensemble de la Grand Fleeet pour un balayage de la mer du Nord les 12 et 13 avril. Les escadres rentrent dans leurs ports le 14 avril pour faire le plein de carburant. Une autre opération de ce type suit le 17 avril, qui n'a également pas permis de trouver de navires allemands. La 3e escadre de bataille retourne à Rosyth tard le 18 avril. La flotte sort de nouveau le 21 avril, retournant au port deux jours plus tard. La 3e escadre de bataille, rejoint par la 3e escadre de croiseurs, patrouille au nord de la mer du Nord du 5 au 10 mai, au cours de laquelle un sous-marin allemand attaque les cuirassés mais ne réussit pas à toucher.
Un autre balayage dans la mer du Nord a lieu du 17 au 19 mai, aucune force allemande n'est rencontrée. La flotte reprend la mer le 29 mai pour une patrouille au sud du Dogger Bank avant de rentrer au port le 31 mai, là encore sans avoir localisé de navires allemands. La Grand Fleet passe une grande partie du mois de juin au port pour préparer l'entraînement, mais les unités les plus modernes prennent la mer le 11 juin pour s'entraîner au tir au nord-ouest des Shetland. Pendant qu'ils s'entraînent, la 3e escadre de bataille et la 3e escadre de croiseurs patrouillent dans le centre de la mer du Nord. Les activités de la flotte sont limitées en juillet, en raison d'une menace de grève des mineurs de charbon, qui commence le 18 juillet et menace l'approvisionnement en charbon des navires de la flotte. La grève se poursuit en août, ce qui conduit Jellicoe à continuer de limiter les activités de la flotte pour préserver ses stocks de charbon. La flotte a peu d'activité en septembre, et pendant cette période, la Grand Fleet commence à prendre la mer sans les navires plus anciens de la 3e escadre de bataille.
Le 6 janvier 1916, le King Edward VII, ayant temporairement transféré son pavillon, quitte Scapa Flow à 7 h 12 pour un voyage autour de la côte nord de l'Écosse à destination de Belfast, où il doit subir un carénage. À 10 h 47, il heurte une mine qui avait été posée par le croiseur auxiliaire allemand SMS Möwe au large du cap Wrath cinq jours auparavant. Le Möwe avait échappé aux patrouilles britanniques et posé 252 mines sous le couvert de l'obscurité et d'une tempête de neige. L'explosion se produit sous la salle des machines tribord, et le King Edward VII prend une gîte de 8° à tribord. Son commandant, le capitaine Crawford Maclachlan, ordonne de mettre sa barre à tribord pour fermer la côte et échouer le navire si nécessaire, mais la barre se coince durement à tribord et les salles des machines sont rapidement inondées, arrêtant les moteurs. Le contre-inondation réduit sa gîte à 5°. Des signaux au charbonnier Princess Melita qui passe l'incitent à se rapprocher du cuirassé et à tenter de le remorquer. Croyant au départ que l'attaque provient d'un sous-marin allemand, le leader de la flottille Kempenfelt et douze destroyers sortent pour venir en aide au King Edward VII. Après son arrivée sur les lieux, le Kempenfelt rejoint la tentative de remorquage. Le remorquage commence à 14 h 15, mais le King Edward VII va plus profondément dans l'eau et prend une gîte de 15° dans une mer montante et des vents forts et est ingérable. Le câble de remorquage du Princess Melita s'est séparé à 14 h 40, après quoi le capitaine Maclachlan ordonne au Kempenfelt de glisser également son câble de remorquage.
Alors que les inondations continuent et que l'obscurité approche, le capitaine Maclachlan ordonne l'abandon du King Edward VII. Le destroyer Musketeer accosté à 14 h 45, et lui et les destroyers Fortune et Marne, enlèvent l'équipage avec la perte d'une seule vie (un homme est tombé entre le cuirassé et l'un des navires de sauvetage), le dernier homme étant le capitaine Maclachlan, qui embarque sur le destroyer Nessus à 16 h 10. Les Fortune, Marne et Musketeer partent pour emmener l'équipage du cuirassé à bâbord, tandis que le Nessus reste sur les lieux jusqu'à 17 h 20 avec des remorqueurs qui sont arrivés pour l'aider. Après le départ du Nessus, les remorqueurs voient le King Edward VII chavirer à 20 h 10 et couler environ neuf heures après l'explosion. La cause de sa perte est initialement inconnue, car les Britanniques ignoraient à ce moment-là le champ de mines du Möwe et le cuirassé Africa avait traversé la région plus tôt dans la journée sans incident. Une pénurie de dragueurs de mines retarda la découverte du champ de mines.